# Episodi di Cedar Cove (seconda stagione)
La seconda stagione della serie televisiva Cedar Cove è stata trasmessa negli Stati Uniti da Hallmark Channel dal 19 luglio 2014 al 4 ottobre 2014.
In Italia è andata in onda su Rai 1 dal 18 al 26 agosto 2015.
| nº | Titolo originale                | Titolo italiano           | Prima TV USA      | Prima TV Italia |
| -- | ------------------------------- | ------------------------- | ----------------- | --------------- |
| 1  | Letting Go: Part One            | Non giudicare             | 19 luglio 2014    | 18 agosto 2015  |
| 2  | Letting Go: Part Two            | Lasciar andare            | 26 luglio 2014    | 18 agosto 2015  |
| 3  | Relations and Relationships     | La chiave di casa         | 2 agosto 2014     | 18 agosto 2015  |
| 4  | Old Wounds                      | Vecchie ferite            | 9 agosto 2014     | 19 agosto 2015  |
| 5  | Starting Over                   | Prove e difficoltà        | 16 agosto 2014    | 19 agosto 2015  |
| 6  | Trials and Tribulations         | Un nuovo inizio           | 23 agosto 2014    | 19 agosto 2015  |
| 7  | One Day at a Time               | La "collega" di Jack      | 30 agosto 2014    | 25 agosto 2015  |
| 8  | Something Wicked This Way Comes | Solo verità               | 6 settembre 2014  | 25 agosto 2015  |
| 9  | Point of No Return              | Punto di non ritorno      | 13 settembre 2014 | 25 agosto 2015  |
| 10 | Secrets and Lies                | Il blocco dello scrittore | 20 settembre 2014 | 26 agosto 2015  |
| 11 | Stand and Delive                | Il tempo delle scelte     | 27 settembre 2014 | 26 agosto 2015  |
| 12 | Resolutions and Revelations     | L'ultimo traghetto        | 4 ottobre 2014    | 26 agosto 2015  |